# Area 12
Area 12 es una banda de punk rock melódico de Bogotá, Colombia. La banda fue fundada en 1998 como un proyecto escolar. Empezaron tocando en bares y sitios pequeños en Bogotá. No fue un inicio fácil, estuvo lleno de adversidad. Contribuyeron significativamente a la creación de la escena punk rock en la ciudad. Son considerados como una de las bandas pioneras del punk rock colombiano. Sus influencias incluyen punk rock, punk melódico, latino punk y hard core punk. Han sido fuertemente influenciados por bandas como NOFX y Bad Religion. Han logrado un sonido maduro y diverso a través de los años, creando su propio estilo lírico y musical. Han tocado con bandas como Ska-p, Die toten hosen, MxPx, Voodoo Glow Skulls y Joey Cape de Lagwagon.

## Historia
La banda fue fundada por Roberto Pérez y su hermano Jose Pérez en 1998. Grabaron su primer EP llamado Live it my way en 1999. En 2000 y 2001, participaron en dos compilaciones principales de punk rock en Colombia: Neo Travel Kit y Neobox Punk Compilation. La banda lanzó su primer álbum en 2002. Un Alto en el camino consolidó a Área 12 como una de las bandas Colombianas más importantes. Con un mercado underground difícil y más de 5000 copias vendidas, la banda lanzó su segundo álbum No me vas un joder en 2005. Después de visitar hacer giras alrededor del país, Área 12 grabó la canción Aquí Estaré. La canción alcanzó la radio después de participar en un concurso organizado por Radioakctiva, Hard Rock Cafe Bogotá y CityTv Bogotá. Empezaron una gira local con Radioacktiva y también grabaron tema de apertura del Rock and Gol, el cual hizo parte de este popular programa radial deportivo, y que les abrió las puertas a conciertos internacionales. Celebraron 10 años de carrera musical en 2008. Después de que uno de los miembros de fundadores dejara la banda, Área 12 lanzó su tercer álbum Desaparecidos en 2009. Este álbum fue masterizado en Los Ángeles y fue el trampolín para la banda, ya que fueron invitados a tocar con bandas internacionales. En 2012 lanzaron el EP El fin de la ciudad, el cual incluyó un crudo vídeo sobre la situación en Bogotá.

## Discografía

### Álbumes de estudio
- Live it my way (1999)
- Un Alto en el camino (2002)
- No me vas un joder (2005)
- Desaparecidos (2009)
- El fin de la ciudad (2012)

### Álbumes recopilatorios
- Neo Travel Kit (2000)
- Neobox Punk Compilation (2001)
- Tributo a la Polla Records (2003)
- Louder Heart (2007)
- Radioacktiva Lo Mejor del Planeta Rock (2007)

### Sencillos
- Aquí Estaré (2007)
- Yo no soy pirata (2009)
- El fin de la ciudad (2012)

## Miembros
- Roberto Pérez - Voz líder y guitarra líder
- Jose David Pérez - Batería
- Ivan Urrea - Guitarra rítmica
- Carlos Cortes - Bajo